# Ходжсон, Билл
Уи́льям Дже́ффри Майкл «Билл» Хо́джсон младший (англ. William Jeffrey Michael "Bill" Hodgson Jr.; 21 июня 1944, Тандер-Бей, Онтарио — 25 января 2022, Виннипег) — канадский кёрлингист.
В составе мужской сборной Канады участник чемпионата мира 1975 (стали бронзовыми призёрами). Чемпион Канады среди мужчин (1975).
Играл на позиции второго и первого.

## Достижения
- Чемпионат мира по кёрлингу среди мужчин: бронза (1975).
- Чемпионат Канады по кёрлингу среди мужчин: золото (1975).

## Команды
| Сезон   | Четвёртый     | Третий         | Второй       | Первый       | Запасной             | Турниры            |
| ------- | ------------- | -------------- | ------------ | ------------ | -------------------- | ------------------ |
| 1974—75 | Билл Тетли    | Рик Лэнг       | Билл Ходжсон | Питер Гнатив |                      | ЧК 1975 · ЧМ 1975  |
| 2004—05 | Doug Harrison | Howard Restall | Doug Holmes  | Билл Ходжсон | тренер: Джон Хелстон | ЧКВ 2005 (6 место) |
| 2005—06 | Doug Harrison | Howie Restall  | Doug Holmes  | Билл Ходжсон |                      | ЧКВ 2006 (5 место) |
| 2006—07 | Martin Bailey | Les Cooper     | Джон Хелстон | Билл Ходжсон |                      |                    |

(скипы выделены полужирным шрифтом)